# Almirante Ferrándiz (AF)
L'Almirante Ferrándiz va ser un destructor de l'Armada Espanyola pertanyent a la Classe Churruca que va participar en la guerra civil al bàndol republicà.
Rebia el seu nom en honor a José Ferrándiz i Niño, militar, marí i polític espanyol.

## Historial
El vaixell va ser encarregat a la Societat Espanyola de Construcció Naval de Cartagena i va ser botat el 21 de maig de 1928. Va entrar en servei l'any següent.
Va prendre part al bloqueig de l'estret de Gibraltar el 1936. Quan l'esquadra republicana va partir cap al nord per recolzar les tropes que s'hi havien quedat aïllades i intentar trencar el bloqueig naval que patien, l'Almirante Ferrándiz i el Gravina van romandre a l'estret en les tasques de bloquejar.
Abans del que esperava la República, els revoltats van posar en servei el creuer Canarias, que van enviar, juntament amb el creuer Cervera, a l'estret per provar de trencar el bloqueig.

### Enfonsament
Així va començar la batalla del cap Espartel. El Canarias va veure patrullant lAlmirante Ferrándiz al mar d'Alboran, va obrir foc des de 16 km i amb la segona salva va impactar de ple. Tot i que l' Almirante Ferrándiz va intentar escapar, el Canarias el va encertar amb una tercera salva a 20 km de distància. L'Almirante Ferrándiz va rebre 6 projectils de 200 mm (8") que el van enfonsar el 29 de setembre de 1936, morint gairebé tota la seva tripulació, composta per 160 homes (entre mariners i oficials). El Canarias es va aturar per a rescatar 31 mariners i va autoritzar el vaixell francès Koutubia a recollir-ne uns altres 26, inclòs el seu comandant, José Luis Barbastro Jiménez.
L'Almirante Ferrándiz reposa a 18 milles del far de Calaburras (Màlaga), a les coordenades 36º 14`47``N, 4º 38´ 30´´ W.